# Eupterote
Eupterote is een geslacht van vlinders van de familie Eupterotidae, uit de onderfamilie Eupterotinae.

## Soorten
- E. acesta Swinhoe
- E. acuminalba van Eecke, 1924
- E. amaena Walker, 1855
- E. asemos Bryk, 1950
- E. axesta Swinhoe, 1894
- E. balwanti Bhasin., 1946
- E. calandra Swinhoe, 1894
- E. citrina Walker, 1855
- E. contrastica Bryk, 1944
- E. crinita Swinhoe, 1899
- E. chinensis Leech, 1898
- E. diffusa Walker, 1865
- E. doddi Turner, 1911
- E. dulcinea Swinhoe, 1901
- E. epicharis West, 1932
- E. fabia Cramer, 1780
- E. flavicollis Guérin-Meneville, 1843

- E. flavida Moore, 1884
- E. formosana Matsumura, 1908
- E. gardneri Bryk, 1950
- E. hibisci Fabricius, 1775
- E. kageri Nässig, 1989
- E. lineosa Walker, 1855
- E. liquidambaris Mell, 1930
- E. minor Moore, 1893
- E. mollifera Walker, 1865
- E. orientalis Fabricius
- E. petola Moore, 1860
- E. testacea Walker, 1855
- E. translata Swinhoe, 1885
- E. udiana Moore, 1860
- E. undans Walker, 1855
- E. undata Blanch., 1844